# Írásbeli gyökvonás
Az írásbeli gyökvonás egy racionális szám gyökének meghatározására alkalmas módszer, melyhez nincs szükség számítógépre. Hasonlóan az írásbeli osztáshoz, minden lépéssel az eredmény egy újabb jegyét ismerhetjük meg. (Az írásbeli osztás azt jelenti, hogy írásban elosztunk egy számot egy másikkal.)
A következő nevezetes azonosságokon alapul:
| {\displaystyle (a+b)^{2}=a^{2}+2ab+b^{2}}    |
| {\displaystyle (a-b)^{2}=a^{2}-2ab+b^{2}}    |
| {\displaystyle (a+b)\cdot (a-b)=a^{2}-b^{2}} |

Ezek a képletek a nevezetes azonosságok közül a binomiális formulák közé tartoznak, mert kéttagú összegek, különbségek szorzatairól szólnak. A nevezetes azonosságok közé számíthatók a hasonló, de háromtagú formulák is.
A magasabb kitevős gyökvonásokhoz ezen kifejezések további hatványai szükségesek. Lásd még: binomiális tétel.
Régebben is ritkán volt rá szükség, ma már kevés helyen tanítják. Ennek oka az, hogy kevés gyakorlati alkalmazása van, így inkább az alapműveleteket gyakoroltatják többet. Iteratív eljárások, mint a Hérón-módszer egyszerűbben kivitelezhetők, és többnyire gyorsabban szolgáltatnak ugyanolyan pontos eredményt. A Hérón-módszer geometriailag úgy fogható meg, mint ami egy téglalapból kiindulva több lépésben egy vele azonos területű négyzetet hoz létre. 
Az írásbeli köbgyökvonás a négyzetgyökvonáshoz hasonló elven működik. Még ritkábban alkalmazzák. Magasabb kitevős gyökök is vonhatók hasonló módon. Mindezek a módszerek függetlenek attól, hogy milyen számrendszert használunk.

## Négyzetgyökvonási algoritmus
A radikandust a tizedesvesszőtől jobbra és balra kiindulva két számjegyes csoportokra osztjuk. Ezután tekintjük a legnagyobb helyi értékű, egy vagy két számjegyből álló csoportot. Keressük azt a legnagyobb számjegyet, melynek négyzete nem nagyobb ennél a csoportnál. Ennek négyzetét kivonjuk a radikandus első számjegycsoportjából, a különbséget leírjuk az első számjegycsoport alá, és kiegészítjük a következő számjegycsoporttal.
A következő jegyek megkereséséhez az {\displaystyle (a+b)^{2}=a^{2}+2ab+b^{2}} azonosságot használjuk, ahol {\displaystyle b} a következő jegy, és {\displaystyle a} az eddigi eredmény, egy hozzáfűzött nullával, hogy a nagyságrendek helyesek legyenek. Az {\displaystyle a^{2}}-et már levontuk a radikandusból; már csak az {\displaystyle 2ab} és {\displaystyle b^{2}} kiszámítása és kivonása van hátra.
A {\displaystyle b} számot becsléssel találjuk meg. Ha a már ismert {\displaystyle 2a}-val elosztunk, az eredmény {\displaystyle b}, viszont ezt kivonva a különbség nem lehet kisebb, mint {\displaystyle b^{2}}. Miután kivontuk az {\displaystyle 2ab} és {\displaystyle b^{2}} számokat, a különbség után írjuk a következő kettes csoportot, és folytatjuk a következő lépéssel.
Ha a radikandus négyzetszám vagy két négyzetszám hányadosa, akkor az eljárás véges sok lépés után véget ér. Ha nem, akkor a kívánt pontosságig kell számolni. Hogyha elfogytak közben a radikandus kettes jegycsoportjai, akkor dupla nullás csoportokkal lehet folytatni. Amennyiben a radikandus nem négyzetszám, vagy nem két négyzetszám hányadosa, úgy hiába várnánk a jegyek ciklikus ismétlődésére: a gyök irracionális szám.

## Példa

### 2916 négyzetgyöke
Példaként 2916 négyzetgyökét keressük.
Első lépésként kettes számjegycsoportjukra osztjuk a számot. Egész szám esetén a kiindulópont az egyes helyi értékű számjegy.
{\displaystyle {\sqrt {29\,16}}=?}
A legnagyobb négyzetszám, ami nem nagyobb, mint 29, 25=5·5, tehát a négyzetgyök első jegye 5. 29-25=4; a 4 után fűzzük a radikandus következő két jegyét, így lesz a következő szám 416:
{\displaystyle {\sqrt {\begin{aligned}29\,&16&=&5\\-25\\4\,&16\end{aligned}}}}
Ahhoz, hogy megkapjuk a következő jegyet (b), osztunk {\displaystyle 2\cdot a}-szor 10-zel (itt {\displaystyle 2\cdot 50=100}), hogy nemnegatív maradék maradjon: 416 : 100 = 4, a maradék 16 = 4². Ezzel az eljárás maradék nélkül zárul, 2916 négyzetszám. Alternatív, de ezzel ekvivalens lépés, hogy keressük azt a legnagyobb b számot, amire {\displaystyle {\overline {(2a)b}}\leq 416}.
{\displaystyle {\sqrt {\begin{aligned}29\,&16&=&54\\-25\,\\4\,&16\\-4\,&00\\&16\\\hline &0\\\end{aligned}}}}
Az írásbeli osztáshoz hasonlóan helyi érték szerint behúzva, ezért mindig relevánsan tudtuk ábrázolni a jegyeket.
Ez a számítás próbaszámítás nélkül kideríti, hogy itt tényleg négyzetszámról van szó, amire az iteratív eljárások nem képesek, mivel közelítő értéket adnak. A Héron-eljárás 
a 2916 esetén az 50-nel mint kiindulási értékkel két lépés után az {\displaystyle x\approx 54{,}00023} értéket adja. Ellenben a 2916, mint kiinduló érték csak tíz lépés után ad hasonlóan pontos eredményt.

### 2538413,6976 négyzetgyöke

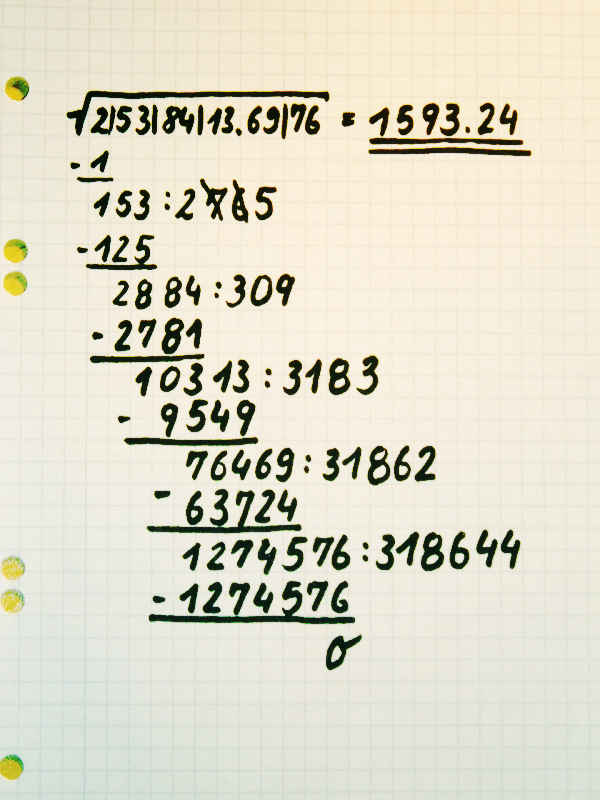
Az algoritmus működése a 2538413,6976 négyzetgyökének kiszámításában

Az algoritmus egy másik változatát a 2538413,6976 négyzetgyökének meghatározására használjuk:
A 2 53 84 13,69 76 négyzetgyökének számításának lépései:
1. Megkeressük a legnagyobb számot, aminek négyzete nem nagyobb az első számjegycsoportnál. Ez most 1, ami a négyzetgyök első jegye. A négyzetgyök már kiszámított első néhány jegyét jelölje {\displaystyle r}.
2. A szám négyzetét kivonjuk az első jegycsoportból: (2 − 1), így kapjuk az {\displaystyle a} számot.
3. Az {\displaystyle a} különbséghez hozzáfűzzük a következő két számjegyet (153), így kapjuk a {\displaystyle b} számot.
4. Az új {\displaystyle b} számnak elhagyjuk az utolsó jegyét (15), így kapjuk a {\displaystyle c} számot, és ezt osztjuk az eddigi eredmény, {\displaystyle r} kétszeresével (15 : 2).
5. A hányados egészrésze, {\displaystyle d} (7) a következő lépés szorzásában tényezőként szerepel. A {\displaystyle d} értéket hozzáírjuk a {\displaystyle 2r} osztóhoz (2), és megszorozzuk a már említett tényezővel, {\displaystyle d}-vel (27·7). Ha a {\displaystyle d} hányados nagyobb, mint 9, akkor helyette a szorzó 9. Ha a szorzat nagyobb, mint a 3. lépésben alkotott {\displaystyle b} szám (153), akkor mindkét tényezőt csökkentjük eggyel, mindaddig, amíg olyan számot kapunk, ami nem nagyobb nála (27·7 = 189 > 153 → 26·6 = 156 > 153 → 25·5 = 125 < 153).
6. A tényező utolsó jegye az {\displaystyle r} gyök következő jegye (5). Ezt hozzáírjuk az {\displaystyle r} számhoz, így kapjuk az új {\displaystyle r} számot.
7. A szorzatot levonjuk a 3. lépésben alkotott {\displaystyle b} számból, így kapjuk az új {\displaystyle a} számot, majd folytatjuk a 3. lépéstől.
A mellékelt ábra szerint ez a szám két négyzetszám hányadosa.

## Számolás további kitevőkkel és más számrendszerekben
Ha a gyök kitevője magasabb, akkor a blokkok hossza nem 2, hanem egyezik a gyökkitevővel. Más helyi értékes számrendszerben is elvégezhető a számítás, ahol az adott számrendszer alapján kell számolni.

### A 2 négyzetgyöke kettes számrendszerben
```
      1, 0  1  1  0  1
    ------------------
   / 10,00 00 00 00 00     1
/\/   1                  + 1
     -----               ----
      1 00                100
         0               +  0
     --------            -----
      1 00 00             1001
        10 01            +   1
     -----------         ------
         1 11 00          10101
         1 01 01         +    1
         ----------      -------
            1 11 00       101100
                  0      +     0
            ----------   --------
            1 11 00 00    1011001
            1 01 10 01          1
            ----------
               1 01 11 maradék
```

### A három négyzetgyöke
Újra tízes számrendszerben számolunk:
```
     1, 7  3  2  0  5
    ----------------------
   / 3.00 00 00 00 00
/\/  1 = 20*0*1+1^2
     -
     2 00
     1 89 = 20*1*7+7^2
     ----
       11 00
       10 29 = 20*17*3+3^2
       -----
          71 00
          69 24 = 20*173*2+2^2
          -----
           1 76 00
                 0 = 20*1732*0+0^2
           -------
           1 76 00 00
           1 73 20 25 = 20*17320*5+5^2
           ----------
              2 79 75
```

### Az öt köbgyöke
Tízes számrendszerben:
```
     1,  7   0   9   9   7
    ----------------------
  3/ 5,000 000 000 000 000
/\/  1 = 300*(0^2)*1+30*0*(1^2)+1^3
     -
     4 000
     3 913 = 300*(1^2)*7+30*1*(7^2)+7^3
     -----
        87 000
             0 = 300*(17^2)*0+30*17*(0^2)+0^3
       -------
        87 000 000
        78 443 829 = 300*(170^2)*9+30*170*(9^2)+9^3
        ----------
         8 556 171 000
         7 889 992 299 = 300*(1709^2)*9+30*1709*(9^2)+9^3
         -------------
           666 178 701 000
           614 014 317 973 = 300*(17099^2)*7+30*17099*(7^2)+7^3
           ---------------
            52 164 383 027
```

### A hét negyedik gyöke
Tízes számrendszerben:
```
     1,   6    2    6    5    7
    ---------------------------
  4/ 7,
/\/  -
     6 0000
     5 5536 = 4000*(1^3)*6+600*(1^2)*(6^2)+40*1*(6^3)+6^4
     ------
       4464 0000
       3338 7536 = 4000*(16^3)*2+600*(16^2)*(2^2)+40*16*(2^3)+2^4
       ---------
       1125 2464 0000
       1026 0494 3376 = 4000*(162^3)*6+600*(162^2)*(6^2)+40*162*(6^3)+6^4
       --------------
         99 1969 6624 0000
         86 0185 1379 0625 = 4000*(1626^3)*5+600*(1626^2)*(5^2)+
         -----------------   40*1626*(5^3)+5^4
         13 1784 5244 9375 0000
         12 0489 2414 6927 3201 = 4000*(16265^3)*7+600*(16265^2)*(7^2)+
         ----------------------   40*16265*(7^3)+7^4
          1 1295 2830 2447 6799
```

## Teljesítmény
A továbbiakban {\displaystyle a} az eddig kiszámolt eredmény, {\displaystyle b} jelöli az újabb számjegyet, {\displaystyle n} a gyökkitevőt, és {\displaystyle B} annak a számrendszernek azt alapját, amiben a számításokat végezzük.
A leghosszabb lépés {\displaystyle b} megtalálása. Mivel {\displaystyle B} lehetséges érték van, ezért {\displaystyle O(\log B)} összehasonlítással megtalálható az érték. Minden összehasonlításhoz ki kell számolni ezt: {\displaystyle (Ba+b)^{n}-B^{n}a^{n}}. A k-adik iterációban {\displaystyle a} jegyeinek száma {\displaystyle k}, így a polinom {\displaystyle 2n-4} szorzással értékelhető ki, legfeljebb {\displaystyle k(n-1)} jegyű számokkal. Az összeadások száma {\displaystyle n-2}, és szintén legfeljebb {\displaystyle k(n-1)} jegyű számokkal kell számolni, ha ismerjük {\displaystyle a} és {\displaystyle b} hatványait egészen {\displaystyle n-1}-ig. Mármost {\displaystyle b} csak korlátozott számú értéket vehet fel, így hatványai konstans időben számíthatók. Az {\displaystyle a} hatványai {\displaystyle n-2} szorzással megkaphatók. Feltéve, hogy az {\displaystyle m} jegyű szorzások {\displaystyle O(m^{2})}, az {\displaystyle m} jegyű összeadások {\displaystyle O(m)} időbe kerülnek, kapjuk, hogy egy összehasonlítás ideje {\displaystyle O(k^{2}n^{2})}, és {\displaystyle b} megtalálása {\displaystyle O(k^{2}n^{2}\log B)} időbe telik. A maradék számítása összeadást és kivonást igényel, így {\displaystyle O(k)} időben megvan, tehát egy iteráció időigénye {\displaystyle O(k^{2}n^{2}\log(B))}. Az összes {\displaystyle k} jegy feldolgozásához szükséges idő {\displaystyle O(k^{3}n^{2}\log B)}.
Menet közben az {\displaystyle r} maradékot is tárolni kell, amihez {\displaystyle O(k)} jegy kell a k-adik iterációhoz. Ez azonban nincs korlátozva, és mivel az eredmény feltehetően irracionális, a teljes periódus kiszámítása sem segít. Az elemibb számítási módszerekkel szemben ez korlátozza a fejben kiszámolható jegyek számát. Egy korlátos állapotgép periodikus bemenetekből csak periodikus kimenetet tud véges algoritmussal kiszámolni, így nem tudhat racionális bemenetből irracionális kimenetet kiszámolni, ami kizárja véges gyökszámító algoritmus létét, a gyök csak adott pontosságig számolható ki.
Végül ejtsünk szót {\displaystyle B} szerepéről. Nagyobb alap esetén tovább tart {\displaystyle b} kiválasztása, a szorzótényező {\displaystyle O(\log B)}. Azonban a nagyobb alapra váltás ugyanennyied részére csökkenti a számjegyek számát. Mindezek miatt az algoritmus {\displaystyle O(\log ^{2}(B))}-szeresére gyorsul. Hogyha a radikandus kisebb, mint {\displaystyle B}, azaz 1 számjegyűvé válik, akkor az eljárás bináris kereséssé változik, ami egyszerűbb. Emiatt legfeljebb csak gyakorlásként érdemes az írásbeli gyökvonást leprogramozni, mivel a bináris keresés egyszerűbb.

## Fordítás
Ez a szócikk részben vagy egészben  a   Schriftliches Wurzelziehen című német Wikipédia-szócikk fordításán alapul.  Az eredeti cikk szerkesztőit annak laptörténete sorolja fel. Ez a jelzés csupán a megfogalmazás eredetét és a szerzői jogokat jelzi, nem szolgál a cikkben szereplő információk forrásmegjelöléseként.
Ez a szócikk részben vagy egészben  a   Shifting nth root algorithm című angol Wikipédia-szócikk fordításán alapul.  Az eredeti cikk szerkesztőit annak laptörténete sorolja fel. Ez a jelzés csupán a megfogalmazás eredetét és a szerzői jogokat jelzi, nem szolgál a cikkben szereplő információk forrásmegjelöléseként.